# アボレス
アボレス（Aboleth）は、テーブルトークRPG『ダンジョンズ&ドラゴンズ』（『D&D』）に登場する架空のモンスターで、強力な超能力を持ったウナギに似た悪の来訪者である。第3.5版のサプリメント『Lords of Madness: The Book of Aberrations』（2005年、未訳）によれば、アボレスはイリシッドやビホルダーと並んで、異世界から到来した来訪者（Aberrations）と分類される生物の中でも最も古くからいる生物の1つである。

## 掲載の経緯
アボレスはデイヴィッド・クックが創造したモンスターで、『アドバンスト・ダンジョンズ&ドラゴンズ』（『AD&D』）の第1版から登場している。

### 『AD&D』第1版（1977年 - 1988年）
初めて登場したのは冒険シナリオ集『Dwellers of the Forbidden City』（1981年、未訳）で、その後『Monster Manual 2』（1983年、未訳）に再掲載された。『ドラゴン』131号（1988年5月）には「アボレスの生態」特集が組まれ、そこで大いなるアボレス（Grand aboleth）、強大なるアボレス（Greater aboleth）、アボレスの貴種（Noble aboleth）、そしてアボレスの支配者（Ruler aboleth）が紹介された。『ダンジョン』12号（1988年6月）では死海のアボレス（Saltwater aboleth）が紹介された。

### 『AD&D』第2版（1989年 - 1999年）
『AD&D』第2版では『Monstrous Compendium Volume 2』（1989年、未訳）に登場し、『Monstrous Manual』（1983年、未訳）に再掲載された。超能力を扱ったサプリメント『The Complete Psionics Handbook』（1991年、未訳）でアボレスの超能力の詳細が紹介された。『Night Below: An Underdark Campaign』（1995年、未訳）にてアボレスの下僕（Savant aboleth）が初登場し、『Monstrous Compendium Annual 2』（1995年、未訳）に再掲載された。

### 『D&D』第3版（2000年 - 2002年）、『D&D』第3.5版（2003年 - 2007年）
『D&D』第3版では『モンスターマニュアル』（2000年）に登場し、3.5版でも改訂版『モンスターマニュアル』（2005年）に登場した。『Expanded Psionics Handbook』（2004年、邦題『サイオニクス・ハンドブック』）では前版に引き続きアボレスのサイオニック版が登場した。2005年に出版された来訪者サプリメント『Lords of Madness: The Book of Aberrations』ではアボレスの亜種として、水陸両用のアボレス（Amphibious Aboleth）、スティギアのアボレス（Stygian Aboleth、スティギアは『D&D』世界にある地獄のひとつ）、“空飛ぶアボレス”ウオビリス（Uobilyth）が紹介された。

### 『D&D』第4版（2008年 - ）
『D&D』第4版では、『モンスター・マニュアル』（2009年）に以下の個体が登場している。
- 鞭打つアボレス（Aboleth Lasher）
- アボレスの粘液魔道士（Aboleth Slime Mage）
- アボレスの奴隷使い（Aboleth Overseer）
- アボレス・サーヴィター（Aboleth Servitor） - アボレスよってスライム人間にされた雑魚モンスター。

版ごとに改訂された『Forgotten Realms Campaign Guide』の第4版エディション（2008年、邦題『フォーゴトン・レルム・キャンペーン・ガイド』）では、フェイルーン最大の内海である落星海に浮かぶ浮遊都市クサイフュー（Xxiphu）をアボレスとその下僕たちが支配している。この支配はブルース・コーデルによるD&D小説『Abolethic Sovereignty』シリーズ（2008年、未訳）によって克明に記されている。

### 『D&D』第5版（2014年 - ）
D&D第5版では、『モンスター・マニュアル』(2014)に登場している。

### パスファインダーRPG
『D&D』3.5版のシステムを継承する『パスファインダーRPG』にてアボレスは『ベスティアリィ』（2009年）に登場している。

## 肉体的な特徴
アボレスは古代魚のような外見をした両生生物、全長は20フィート（約6.1メートル）、体重は6,500ポンド（約3トン）ほどある。しかし、彼らは齢を重ねるとさらに成長し、名高い冒険者が遭遇した個体は40フィート（約12.2メートル）ほどに達している。だが、“彼方の領域”などの異次元にはさらに大きな個体が存在する。
アボレスはいくつかの虫や環形動物の特徴を持つ、魚とウナギの合いの子である。丸みを帯びた胴体には背びれと、横腹から生えた4本の長い触手があり、尻尾の先には三日月型の尾びれがある。アボレスの腹はピンク色で、下腹部には青黒い穴が4つあり、そこから腐った脂のような臭いの粘液を分泌する。肌の色は緑色で、粘液に覆われている。
アボレスの頭部は嘴のような形状で、外骨格のような物質が顔面を覆い、そこに3つの目が縦に並んでいる。
アボレスは雌雄同体で、5年ごとに1〜3個の卵を単体で産む。卵が孵化してから成体に成育するまで5年ほどかかり、肉体が成育しても能力が開花し、親の記憶を継承するまでに10年ほどかかる。
アボレスは殺されるか病死するかしない限り、不老不死である。第5版では、肉体が滅んでも精神は故郷である水の精霊界に戻り、やがて新たな肉体を得て復活する。

## 能力
アボレスはイリシッドと並び強力なサイオニック能力者で、数々の超能力を会得している。中でも、相手の精神を乗っ取り、テレパシーで意のままに操り、攻撃者の仲間と同士討ちをさせることを好む。
だが、アボレスの真に恐るべき力は触手の一撃によって、相手の身体を瞬く間に透き通ってネバネバするスライム状の組織へと変質させてしまうことにある。変質された者は耐久力が低下し、湿った環境でないと乾燥によってダメージを受けるようになる。アボレス・サーヴィターはこうして変質させられた者のなれの果てである。
また、アボレスが分泌する粘液に接触したりした者はしばらくの間、空気を呼吸する能力を失い、代わりに水を呼吸する力を得る。その状態で陸地に出るとたちまち窒息してしまう。水中にいることが多いアボレスは常に粘液で全身を覆っている。
アボレスはこの3つの能力を使い、アボレス・サーヴィターのような下僕を作り支配している。
また、アボレスは生まれた時から先祖代々の記憶を継承しており、また犠牲者の記憶を吸収し、果てしなく成長する脳へと蓄積している。アボレスは先祖の記憶、あるいは自己の体験を追憶して過ごすことを楽しむ。

## 社会
アボレスは第4版では“彼方の領域”から侵略してきた来訪者としているが、『D&D』の世界では最古の生物の1つであり、神々が世界を創世する段階からすでに現世に居座っている。彼らは自分こそがあらゆる生命体の創造主であると自負し、神々を侮蔑している。あらゆる生命体を奴隷か食料としかみなしていないアボレスは“秩序にして悪”の種族であり、“彼方の領域”の恐怖を体現するおぞましい悪意に満ちた存在である。
アボレスは海底に魔法による石作りの尖塔による都市を建築している。この尖塔は魔法の力によって石を変質させるか、奴隷の労働によって作られたもので、ギザギザの歯が並んでいるような異様な光景をしている。この都市は魔法の力によって浮上することもできる。アボレスはこの都市で奴隷たちに囲まれて生活している。また、廃墟や地底湖、古代の寺院などに単身でいることを好むアボレスが住み着いていることもある。アボレスにはクオトアが仕えている。クオトアたちはアボレスにとても忠実である。
非常に高い知能を有したアボレスは、相手の精神を乗っ取り奴隷とする能力を駆使して地上世界に邪悪な策謀を廻らせている。最終的には神々を斃し、自らが世界を支配することを望んでおり、そのために果てしなく遠大な計画を練っている。
アボレスの中には、より強力な力を得るために魔術に傾倒する者もいる。彼らは一族の長老として地下世界での頂点に立つ実力者であることが多い。アボレスの魔術師はその果てしない命を魔術の研鑽に費やすため、単独でいることが多い。

## 『D&D』世界でのアボレス

### フォーゴトン・レルムでのアボレス
“呪文荒廃”と呼ばれる大災厄によって地勢が大きく変化した第4版のフォーゴトン・レルムでは、落星海の水位は50フィートほど低下している。数千年に及ぶ冬眠から目覚めたアボレスはクサイフューの要塞都市を浮上させ、“アボレス主権国”としてこの水域を支配している。“主権国”のアボレス、わけても数体いる長老格のアボレスはそれまでフェイルーンのアンダーダークにいたアボレスとは異質の存在で、両者との間に小競り合いがあった。現在、アンダーダークのアボレスは“主権国”を避けている。クサイフューにある「世界の上にそびえ立ち、永遠の嵐に包まれた象形文字を刻まれしオベリスク」の碑文は定命の者には理解し正気を保っていられないような恐ろしい内容で、良心的なアボレスの長老たちはその碑文はアボレスの主権に反しているのではと危惧している。